# Divocí Džürčeni
Divocí Džürčeni (čínsky v českém přepisu Jie Nü-čen, pchin-jinem Yě Nǚzhēn, znaky 野女真), nebo chajtungští Džürčeni (čínsky v českém přepisu Chaj-tung Nü-čen, pchin-jinem Hǎidōng Nǚzhēn, znaky zjednodušené 海东女真, tradiční 海東女真), byly ve 14. – 17. století čínské termíny pro nejsevernější část Džürčenů, vedle tienčouských Džürčenů a chajsiských Džürčenů. Divocí Džürčeni žili na severu Mandžuska a v Poamuří, od západních svahů Velkého Chinganu po řeku Ussuri, dolní Amur a Japonské moře.
Divocí Džürčeni se skládali z řady kmenů, jejichž následníky jsou dnešní Nanajci, Evenkové, Negidalci, Oročové, Nivchové a další. 
Živili se lovem a rybolovem doplňovaným chovem prasat a místy i stěhovavým zemědělstvím. S Čínou měli jen občasné a zřídkavé styky.
V první polovině 17. se je podrobila mandžuská (resp. původně džürčenská) říše Čching, ve druhé polovině 17. století část z nich přechodně ovládalo Rusko. v polovině 19. století území a kmeny na levém (severním) břehu Amuru a pravém (východním) břehu Ussuri získalo Rusko, pravý břeh Amuru zůstal Číně. 